# Friedhof in Drentwede
Der Friedhof in Drentwede ist ein kommunaler Friedhof in der Gemeinde Drentwede, die zur Samtgemeinde Barnstorf im niedersächsischen Landkreis Diepholz gehört.
Der Friedhof liegt direkt an der nördlich verlaufenden Kirchstraße zwischen der westlich verlaufenden Bremer Straße (= B 51) und der Bahnstrecke Bremen–Osnabrück.

## Geschichte
Der Friedhof wurde 1898 angelegt, die Friedhofskapelle wurde 1949 errichtet. Im Jahr 2018 wurde beschlossen, auf dem Friedhof ein spezielles Gräberfeld in einem abgetrennten Bereich einzurichten. Es soll der Bestattung von Verstorbenen aller Religionen oder Glaubensrichtungen dienen, unter anderem für Muslime, deren Bestattungskultur sich von den hierzulande üblichen Ritualen der Christen abhebt. Das Gräberfeld steht nur Einwohnern der Samtgemeinde Barnstorf zur Verfügung.